# Сегментація (мовознавство)
Сегментація — лінійне членування мовного потоку на складові відрізки, звані сегментами. Найменшим сегментом мовлення вважають звук, найбільшим — фразу. Сегменти протиставляються нелінійним суперсегментним (надсегментним) одиницям мови:
- просодичним елементам (довгота, тон, інтонація, мелодика, ритм, інтенсивність);
- показникам стику сегментних одиниць.

Інша класифікація поділяє суперсегментні одиниці на суперсегментні фонеми (хронеми для довготи, тонеми для тону, фонеми стику і ін.) і суперсегментні морфеми, що регулярно беруть участь у вираженні граматичних значень одиниці.
Сегмент характеризується відтворюваністю в різних ланцюжках «без втрати тотожності». Результати сегментації різних висловлювань служать власне для виявлення одиниць мови.